# 페페라이트

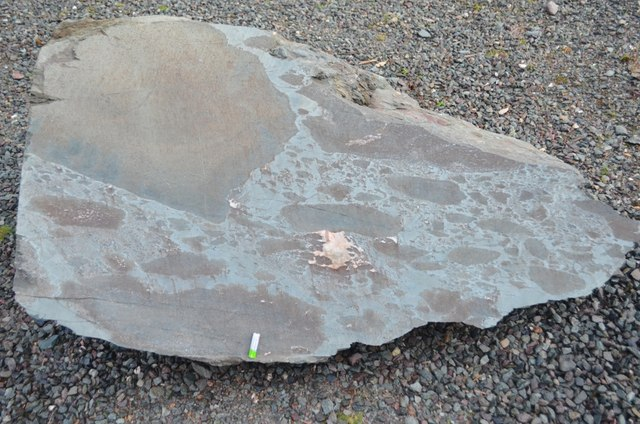

페페라이트(peperite)는 지각을 뚫고 여러 갈래의 암맥 형태로 상승하던 규질 또는 산성질 마그마가 지표 가까이 쌓여있던 화산재와 혼합(混合)하여 만들어진 암석이다.
페페라이트는 퇴적작용과 화성활동(특히 마그마의 관입이나 용암의 유출)이 동시에 일어나는 경우에 종종 만들어져 과거 지질작용의 성격과 시기의 해석에 큰 도움을 준다.

## 같이 보기
- 진도 동거차도 구상 페페라이트 - 대한민국 천연기념물 제505호, 전라남도 진도군 진도군 조도면에 위치